# Acanthodactylus aegyptius
Acanthodactylus aegyptius (єгипетська гребнепала ящірка) — вид ящірок родини ящіркових (Lacertidae). Мешкає в Єгипті та Ізраїлі. Раніше вважався конспецифічним з Acanthodactylus scutellatus.

## Поширення і екологія
Єгипетські гребнепалі ящірки поширені від долини Нілу через північ Синайського півострова на схід до північно-західної частини пустелі Негев та до Сектору Гази. Вони живуть в пустелях, на пухких піщаних ділянках на вершинах дюн, слабо порослих рослинністю. Відкладають яйця.